# عبد الحليم المتعافي
عبد الحليم إسماعيل المتعافي وزير الزراعة والري في السودان في عام 2012. وهو من كبار عصبة الجبهة الإسلامية في حكومة الإنقاذ..متهم بقضايا فساد ضخمة ورهن الاعتقال بعد ثورة السادس من أبريل 2019 وحبيس سجن كوبر بالخرطوم.. طبيب سوداني خريج جامعة الخرطوم. ولد في عام 1954م بولاية النيل الأبيض مدينة الدويم. شقيق البروفسير «التجاني إسماعيل محمد الجزولي» مدير المعهد الإسلامي للترجمة. عضو حزب المؤتمر الوطني. تقلد عددا من المناصب السياسية: محافظ سنار، والي النيل الأبيض، وزير صناعة ولاية الخرطوم، وزير مالية البحر الأحمر، والي ولاية الخرطوم ثم وزير الزراعة الاتحادي ولاية الخرطوم.[بحاجة لمصدر]